# 可程式化計時器
可程式化計時器（programmable interval timer）簡稱PIT，是处理器及嵌入式系统中的计数器，會依規劃計數方產生輸出信號。也可以用輸出信號來觸發中斷。

## 常見功能
可程式化計時器可能是one-shot，也可能是週期的。One-shot計時器只輸出信號一次，之後就停止計數。後續若要使用，要重新啟動計時器。週期計時器在每次符合計時條件時都會輸出信號，然後重新計時，因此就會輸出固定週期的信號。週期計時器一般會用來處理一些需定時處理的工作。

## IBM PC相容
Intel 8253 PIT是最早用在IBM PC兼容机上的計時器，其定時器訊號是 1.193182 MHz（NTSC制式 color burst頻率的1/3，系統石英晶体谐振器的1/12），其中有三個計時器。Timer 0是用在Microsoft Windows（uniprocessor）和Linux的系統時脈。Timer 1曾用在动态随机存储器的更新，而Timer 2則用在電腦蜂鳴器上。
較新Intel系統中用的LAPIC是解析度較高（1ms）的計時器。這是Linux内核從2.6.18版使用的PIT計時器。

## 外部連結
- High Performance Windows Timers （页面存档备份，存于）
- Timing on the PC family under DOS （页面存档备份，存于）